# Barung Gagah
Barung Gagah is een bestuurslaag in het regentschap Sampang van de provincie Oost-Java, Indonesië. Barung Gagah telt 5466 inwoners (volkstelling 2010).